# マリー・ザ・ナイト
「マリー・ザ・ナイト」（英: Marry the Night＝夜と結ばれる）は、アメリカ合衆国のレコーディングアーティストレディー・ガガの楽曲。彼女の2枚目のスタジオ・アルバム『ボーン・ディス・ウェイ』から、5枚目にして最後のシングルとして発売された。作詞・作曲及びプロデュースはレディー・ガガとフェルナンド・ガリバイで、レコーディングはガリバイが同行した「The Monster Ball Tour」のツアー中に行われた。収録アルバム『ボーン・ディス・ウェイ』が発売される6日前に、この曲はFacebookアプリ「FarmVille」のプロモーションとしてリリースされている。
この曲のミュージックビデオはガガ本人の監督により、2011年10月10日-13日にかけてニューヨークのスタテンアイランド及びハーレムで撮影された。
2021年にはカイリー・ミノーグが本曲のカバー・ヴァージョンを録音し、『ボーン・ディス・ウェイ』の10周年記念盤に収録した。

## 収録曲
| - CDシングル 1. 「マリー・ザ・ナイト」（Album Version） – 4:24 2. 「マリー・ザ・ナイト」（David Jost & Twin Radio Remix） – 3:31 - イギリス版レコード 1. 「マリー・ザ・ナイト」（The Weeknd & Illangelo Remix） – 4:04 2. 「マリー・ザ・ナイト」（Totally Enormous Extinct Dinosaurs 'Marry Me' Remix） – 5:49 |

- マリー・ザ・ナイト – ザ・リミキシーズ[9]

1. 「マリー・ザ・ナイト」（Zedd Remix） – 6:14
2. 「マリー・ザ・ナイト」（Sander van Doorn Remix） – 5:38
3. 「マリー・ザ・ナイト」（Afrojack Remix） – 9:18
4. 「マリー・ザ・ナイト」（John Dahlback Remix） – 5:19
5. 「マリー・ザ・ナイト」（Sidney Samson Remix） – 4:44
6. 「マリー・ザ・ナイト」（R3hab Remix） – 4:54
7. 「マリー・ザ・ナイト」（Lazy Rich Remix） – 5:43
8. 「マリー・ザ・ナイト」（Dimitri Vegas & Like Mike Remix） – 5:58
9. 「マリー・ザ・ナイト」（Quintino Remix） – 5:52
10. 「マリー・ザ・ナイト」（Danny Verde Remix） – 7:45

## スタッフ
- レディー・ガガ – ボーカル、ソングライター、プロデューサー、バック・ボーカル
- フェルナンド・ガリバイ – ソングライター、プロデューサー、打ち込み、キーボード
- DJホワイト・シャドー – ドラム打ち込み
- デイブ・ラッセル – スタジオ・バス録音; カリフォルニア州バーバンクザ・ミックス・ルームミキシング
- ジーン・グルモールディ – オアシス・マスタリングマスタリング、カリフォルニア州バーバンク
- エリック・モーリス – 助手
- ポール・パヴァオ – 助手

アルバム『ボーン・ディス・ウェイ』のライナーノーツより。

## チャート
| \| チャート（2011年-12年） \| 最高位 \| \| ------------------------------------------------- \| ------ \| \| オーストラリア・シングルチャート[11] \| 80 \| \| オーストリア・シングルチャート[12] \| 13 \| \| ベルギー フランデレン地域圏・シングルチャート[13] \| 1 \| \| ベルギー ワロン地域圏・シングルチャート[14] \| 38 \| \| ブラジル・ホット100有線[15] \| 6 \| \| ブラジルビルボードポップソング[16] \| 1 \| \| カナダ・ホット100[17] \| 11 \| \| チェコ有線チャート[18] \| 37 \| \| フィンランド・ダウンロード・チャート[19] \| 28 \| \| フランス・シングル・チャート[20] \| 50 \| \| ドイツ・シングル・チャート[21] \| 17 \| \| ハンガリー有線チャート[22] \| 9 \| \| アイルランド・シングル・チャート[23] \| 24 \| \| ジャパン・ホット100[17] \| 51 \| \| リトアニア・トップ40[24] \| 24 \| \| ポーランド・ビデオ・チャート[25] \| 4 \| \| スコットランド・シングル・チャート[26] \| 8 \| \| スロバキア有線チャート[27] \| 7 \| \| 韓国国外シングルチャート[28] \| 11 \| \| スイス・シングル・チャート[29] \| 34 \| \| 全英シングルチャート[30] \| 16 \| \| アメリカビルボードホット100[17] \| 29 \| \| アメリカ・アダルト・ポップソング[17] \| 27 \| \| アメリカ・ホットダンスクラブソング[31] \| 1 \| \| アメリカ・ポップソング[17] \| 14 \| |        |
| チャート（2011年-12年） | 最高位 |
| オーストラリア・シングルチャート | 80     |
| オーストリア・シングルチャート | 13     |
| ベルギー フランデレン地域圏・シングルチャート | 1      |
| ベルギー ワロン地域圏・シングルチャート | 38     |
| ブラジル・ホット100有線 | 6      |
| ブラジルビルボードポップソング | 1      |
| カナダ・ホット100 | 11     |
| チェコ有線チャート | 37     |
| フィンランド・ダウンロード・チャート | 28     |
| フランス・シングル・チャート | 50     |
| ドイツ・シングル・チャート | 17     |
| ハンガリー有線チャート | 9      |
| アイルランド・シングル・チャート | 24     |
| ジャパン・ホット100 | 51     |
| リトアニア・トップ40 | 24     |
| ポーランド・ビデオ・チャート | 4      |
| スコットランド・シングル・チャート | 8      |
| スロバキア有線チャート | 7      |
| 韓国国外シングルチャート | 11     |
| スイス・シングル・チャート | 34     |
| 全英シングルチャート | 16     |
| アメリカビルボードホット100 | 29     |
| アメリカ・アダルト・ポップソング | 27     |
| アメリカ・ホットダンスクラブソング | 1      |
| アメリカ・ポップソング | 14     |

## 発売日
| 地域           | 日付           | 媒体                                                          | レーベル                   |
| -------------- | -------------- | ------------------------------------------------------------- | -------------------------- |
| オーストラリア | 2011年10月17日 | コンテンポラリー・ヒット・ラジオ                              | インタースコープ・レコード |
| アメリカ       | 2011年11月15日 | リズミック・コンテンポラリー、トップ40/メインストリームラジオ | インタースコープ・レコード |
| イギリス       | 2011年11月30日 | レコード                                                      | インタースコープ・レコード |
| ドイツ         | 2011年12月2日  | CDシングル                                                    | インタースコープ・レコード |
| ドイツ         | 2011年12月20日 | デジタル・ダウンロード – ザ・リミキシーズ                     | インタースコープ・レコード |
| イギリス       | 2011年12月20日 | デジタル・ダウンロード – ザ・リミキシーズ                     | インタースコープ・レコード |
| アメリカ       | 2011年12月20日 | デジタル・ダウンロード – ザ・リミキシーズ                     | インタースコープ・レコード |
| ルクセンブルク | 2011年12月20日 | デジタル・ダウンロード – ザ・リミキシーズ                     | インタースコープ・レコード |
| ノルウェー     | 2011年12月20日 | デジタル・ダウンロード – ザ・リミキシーズ                     | インタースコープ・レコード |
| フィンランド   | 2011年12月20日 | デジタル・ダウンロード – ザ・リミキシーズ                     | インタースコープ・レコード |
| ベルギー       | 2011年12月20日 | デジタル・ダウンロード – ザ・リミキシーズ                     | インタースコープ・レコード |
| スペイン       | 2011年12月20日 | デジタル・ダウンロード – ザ・リミキシーズ                     | インタースコープ・レコード |
| スイス         | 2011年12月20日 | デジタル・ダウンロード – ザ・リミキシーズ                     | インタースコープ・レコード |
| イタリア       | 2011年12月20日 | デジタル・ダウンロード – ザ・リミキシーズ                     | インタースコープ・レコード |
| オーストリア   | 2011年12月20日 | デジタル・ダウンロード – ザ・リミキシーズ                     | インタースコープ・レコード |
| オランダ       | 2011年12月20日 | デジタル・ダウンロード – ザ・リミキシーズ                     | インタースコープ・レコード |
| シンガポール   | 2011年12月20日 | デジタル・ダウンロード – ザ・リミキシーズ                     | インタースコープ・レコード |
| ポルトガル     | 2011年12月20日 | デジタル・ダウンロード – ザ・リミキシーズ                     | インタースコープ・レコード |